# Златки-чернолески
Златки-чернолески (лат. Melanophila) — род жуков-златок из подсемейства Buprestinae.

## Распространение
На территории СССР распространены два вида.

## Описание
Первый сегмент задних лапок приблизительно равен по длине второму и третьему сегментам вместе взятых. Надкрылья в задней трети клиновидно сужены, на вершинах узко закруглены или вершины оттянуты в остриё.

## Размножение
Жуку для размножения нужен лесной пожар. Когда он находит горелую древесину, то откладывает туда яйца. Преимущество такого способа заключается в том, что в этот момент его природные враги не могут ему помешать, так как сами спасаются от пожара. А для обнаружения пожара на расстоянии нескольких километров данный жук имеет миниатюрный инфракрасный рецептор.

## Экология
Личинки этих златок развиваются на хвойных породах деревьев. Иногда могут приносить довольно сильный вред.

## Список видов
В состав рода входят:
- вид: Златка пожарная (Melanophila acuminata (De Geer, 1774))
- вид: Melanophila atra Gory, 1841
- вид: Melanophila atropurpurea (Say, 1823)
- вид: Melanophila caudata (Laporte & Gory, 1837)
- вид: †Melanophila cockerellae Wickham, 1912
- вид: Melanophila consputa LeConte, 1857
- вид: Melanophila coriacea Kerremans, 1894
- вид: Melanophila cuspidata (Klug, 1829)
- вид: Melanophila gestroi Obenberger, 1923
- вид: †Melanophila handlirschi Wickham, 1912
- вид: †Melanophila heeri Wickham, 1914
- вид: Melanophila ignicola Champion, 1918
- вид: Melanophila notata (Laporte & Gory, 1837)
- вид: Melanophila obscurata Lewis, 1893
- вид: Melanophila occidentalis Obenberger, 1928
- вид: Melanophila unicolor Gory, 1841